# My Otome
My Otome (舞-乙HiME?, Mai-Oto HiME), letto Mai-Otome (マイオトメ?), è una serie televisiva anime prodotta dalla Sunrise e trasmessa in Giappone dall'ottobre 2005 al marzo 2006. La serie nasce come spin-off dell'anime Mai-HiME, anche se ambientata in una dimensione parallela: sono presenti gli stessi personaggi sebbene i loro ruoli, le loro relazioni e le loro storie personali siano differenti.
Una serie sequel di quattro OAV, My Otome Zwei, è stata distribuita nel 2006, e in una serie prequel di tre OAV, My Otome 0 ～S.ifr～ nel 2008.
L'anime è stato in seguito adattato in un manga, intitolato My-Otome Saga ryū to Otome no Namida (舞-乙HiME列伝(マイオトメ・サガ) 竜と乙女の涙?) che presenta a sua volta una trama differente. In seguito ne è nato un romanzo, My-Otome Saga Ayane Korin ♥ hen (舞-乙HiME列伝(マイオトメ・サガ) アヤネ降臨♥篇?), e un altro manga, My-Otome Arashi.

## Trama
La storia è incentrata su una particolare scuola, il Garderobe, che ha lo scopo di formare le "otome", giovani vergini addestrate al combattimento per la protezione dei membri delle famiglie reali e politici delle diverse nazioni presenti sul pianeta Earl.
In un futuro distante, gli esseri umani hanno abbandonato la Terra per raggiungere il lontano pianeta Earl. Con il trascorrere degli anni, tuttavia, la tecnologia che ha consentito tale viaggio nell'universo è andata perduta e solo una misera parte di essa continua ad esistere, conservata e tutelata dal Garderobe, l'accademia delle Otome.
La principale caratteristica di questa tecnologia è l'esistenza di particolari impianti microscopici, chiamati nanomachines, che, iniettati all'interno del corpo di giovani donne (Otome), garantiscono loro un potere straordinario facendone delle vere e proprie guardie del corpo dalle abilità superiori alla media, per difendere le vite dei regnanti e dei politici dei diversi paesi presenti sul pianeta e a cui le Otome sono legate da un particolare "contratto".
Infatti, per evitare lo scoppio di inevitabili guerre, tenendo anche conto della povertà di risorse del pianeta Earl, è stato siglato un accordo fra le diverse nazioni, secondo il quale la vita di ogni regnante deve essere legata, attraverso un contratto appunto, a quella della Meister Otome sua guardia del corpo. Tale contratto prevede che nel caso di morte di uno dei due (tanto della Otome, quanto del regnante/politico) anche l'altro a sua volta muoia. In tal modo, per risolvere tutte quelle tensioni fra i paesi che non possono essere sciolte con la diplomazia, ma che necessitano di uno scontro, non è più necessario ricorrere alla guerra ma è sufficiente un duello fra le Otome in causa, duello che decida le sorti della diatriba mettendo in gioco le sole vite dei regnanti e delle rispettive Otome e non di migliaia di innocenti.
Tale sottile equilibrio, però, viene messo in discussione dalle ambizioni di alcuni paesi che desiderano per loro il potere detenuto dal Garderobe, da sempre istituzione neutrale del pianeta.
La trama di My Otome segue quindi da un lato la complessa situazione politica del pianeta e i tentativi delle diverse nazioni di conquistare o difendere la tecnologia conservata dal Garderobe, dall'altro la crescita di una delle studentesse della scuola, Arika Yumemiya, durante tutto il suo apprendistato presso il Garderobe per diventare una Otome.

## Terminologia
GarderobeIl Garderobe è l'accademia dove vengono addestrate le Otome. Tale scuola fu fondata trecento anni prima degli eventi presentati nell'anime da Fumi Himeno, la prima Otome che pose fine alla “Guerra dei Dodici Regni”, conosciuta anche come "La Fondatrice" e la cui coscienza continua a vivere nonostante il trascorrere del tempo presso le fondamenta della scuola. Da lì, la Fondatrice continua a selezionare i "Cinque Pilastri" e continua a rappresentare il Master per le Otome di Corallo, di Perla e per le Meister Otome a servizio dell'accademia.
Il Garderobe conserva parte dell'antica tecnologia sopravvissuta al trascorrere degli anni, che viene gelosamente custodita perché ritenuta altamente pericolosa se nelle mani sbagliate. Inoltre, ogni anno qui vengono addestrate delle ragazze per conseguire il titolo di Meister Otome, ovvero Otome graduate o anche Otome complete, cioè che hanno portato a termine il loro apprendistato e che possono unirsi ad un regnante o politico di uno dei paesi del pianeta, come guardie del corpo, attivando un contratto.
Gradi delle OtomeI gradi delle Otome sostanzialmente sono tre:
Coral OtomeSi tratta di studentesse del primo anno presso l'accademia. Si riconoscono facilmente perché la loro divisa è bianca e rossa. Detengono un contratto temporaneo direttamente con la coscienza della fondatrice del Garderobe – che in tal caso rappresenta la loro Master - grazie alle GEM di Corallo che portano all'orecchio.
Pearl OtomeStudentesse del secondo anno che stanno portando a termine gli studi presso il Garderobe. Si riconoscono perché indossano una divisa bianca e grigio perla, così come di perla è la GEM che portano all'orecchio e che sigla il contratto temporaneo con la coscienza della fondatrice del Garderobe – che in tal caso rappresenta la loro Master temporanea.
Meister OtomeSi tratta di Otome che hanno completato il loro apprendistato e che possono quindi ritenersi complete. Il loro contratto temporaneo con la fondatrice viene sciolto e, attraverso una coppia di GEM e al “contratto”, le Meister Otome possono essere legate ad un Master (politico o regnante di uno dei paesi del pianeta).
Meister Otome a servizio del GarderobeIn tutto e per tutto sono identiche alle altre Meister Otome, tranne per il fatto che il loro contratto non le vincola ad un Master in vita (politico o regnante che sia), bensì alla coscienza della fondatrice dell'istituto. In tal modo, tali Meister Otome possono dedicare tutta la loro vita alla scuola e all'apprendistato delle future Otome.
ContrattoViene siglato fra un Master ed una Meister Otome e per esistere ha bisogno di una coppia di GEM che leghi in maniera biunivoca i due e che permetta l'attivazione delle nanomachines presenti nel corpo della Otome. Dal momento in cui il contratto viene siglato, la vita del Master viene indissolubilmente legata a quella della sua Meister Otome: i due condivideranno il dolore e persino la morte.
NanomachinesLe nanomachines sono dei particolari impianti microscopici che vengono iniettati nel sangue delle ragazze che desiderano diventare Otome e che sono strettamente necessari per materializzare Element e Robe, ovvero le armi e l'armatura delle Otome stesse. Oltre a tale funzione, le nanomachines sono in grado di potenziare le doti fisiche delle ragazze cui vengono iniettati, sia conferendo loro una forza maggiore, sia amplificandone le capacità rigenerative.
Perché ciò avvenga, però, sono necessari due presupposti: il primo è che le ragazze rimangano lontane dal seme maschile durante tutto il periodo da Otome, perché tale sostanza fa degenerare le nanomachines, finendo con il dissolverle e invalidando quindi la loro condizione di combattenti. Il secondo presupposto è che le ragazze siano sottoposte ad un duro addestramento di due anni presso l'accademia Garderobe, per assurgere al ruolo di Meister Otome, ovvero Otome complete che hanno portato a termine il proprio apprendistato.
GEMÈ una sorta di dispositivo di controllo delle nanomachines e la sua natura è strettamente legata a quella del "contratto". Infatti, perché le nanomachines possano essere attivate, ogni Meister Otome deve essere legata ad un Master attraverso, appunto, una coppia di GEM. Visibilmente, esse si presentano come delle pietre preziose che vengono incastonate in un anello e in un orecchino, l'uno in possesso del Master, l'altro in possesso della Otome. In realtà, tali GEM non sono affatto delle pietre preziose, ma dei veri e propri microcomputer.
Affinché una Meister Otome possa "materializzare" Element e Robe è necessario che il suo Master baci l'orecchio dove è presente la GEM, ovvero "autentifichi" il contratto fra loro esistente.
Una piccola curiosità riguardante le GEM è il fatto che solitamente il loro nome è anche associato alla Meister che lo indossa, così ad esempio Shizuru Viola è per tutti la Meister dell'ametista, Natsuki Kruger del cristallo, Mai Tokiha del rubino e così via.

## Istituzioni e Regni

### Garderobe

#### Cinque Pilastri
I Cinque Pilastri sono le Meister Otome più potenti del pianeta. Esse detengono un contratto direttamente con la fondatrice del Garderobe e prima Otome, Fumi Himeno. Fra di loro vi è anche Natsuki Kruger che, oltre ad essere la seconda fra i Cinque Pilastri, è anche la preside del Garderobe.

#### Corpo docenti
Il corpo dei docenti del Garderobe è composto per la maggiore da Meister Otome che hanno votato la loro vita alla difesa dell'accademia piuttosto che alla difesa di un politico o regnante di uno dei paesi del pianeta Earl.
Fra di loro, vanno sicuramente ricordate Natsuki Kruger, preside dell'istituto, e Shizuru Viola, una delle Meister più talentuose e terza fra i Cinque Pilastri. La loro relazione è ritenuta, nel fandom yuri, un chiaro esempio di rapporto canon.

#### Coral Otome
Le Otome del Corallo sono le studentesse del primo anno, presso il Garderobe. Fra di loro, vi è la protagonista vera e propria di My Otome, ovvero Arika Yumemiya, figlia di una precedente Meister Otome, morta per proteggere il suo Master.
Al suo fianco, Nina Wáng, coprotagonista della serie, oltre ad Erstin Ho, Irina Woods e Tomoe Marguerite.

#### Pearl Otome
Le Otome della Perla sono le studentesse del secondo anno, presso il Garderobe. Le più importanti fra di loro entrano a far parte di un gruppo ristrettissimo, composto da tre soli elementi e chiamato "Triade", che ha le funzioni di un vero e proprio consiglio studentesco d'élite.
Regno di Windbloom (ヴィントブルーム王国?, Vintoburūmu ōkoku)È il regno governato dalla regina bambina Mashiro Blan de Windbloom. A causa dell'egoismo e dell'incapacità di governare della regina, Windbloom sta attraversando un periodo di forte crisi.
Artai (アルタイ公国?, Arutai kōkoku)È il regno governato da Nagi Dài Artai, principale fautore dei disordini attualmente presenti sul pianeta di Earl. Affiancato da Sergay Wáng, padre di Nina (che diventerà Meister Otome di Nagi stesso), egli cerca in tutti i modi di impossessarsi dell'antica tecnologia del Garderobe, per poter fare di Artai il regno più potente dell'intero pianeta Earl.
Schwarz (シュヴァルツ?, Shuvarutsu)Alleati del regno di Artai, gli Schwarz collaborano con Nagi per poter conquistare Windbloom. Essi sono anche in grado di evocare delle creature, gli "slave" (letteralmente, schiavo), attraverso una pietra nera che viene consegnata ad ogni bambino di tutte le famiglie Schwarz alla nascita. La morte dello slave coincide anche con la morte dello Schwarz che l'ha evocato. Inoltre, si occupano di studiare la tecnologia delle nanomachines per poterla riprodurre in qualche modo, riuscendo quasi nell'intento.
Repubblica di Aries (エアリーズ共和国?, Earīzu kyōwakoku)È una delle poche nazioni del Pianeta Earl a non essere governato da una monarchia o dittatura. Essendo una Repubblica, Aries è rappresentato da un Presidente, Yukino Chrysant, associata alla Meister Otome Haruka Armitage.
Aswad (アスワド?, Asuwado)Gli Aswad sono un gruppo di nomadi, molto simili a dei tuareg che vivono nella Black Valley, sotto la guida della loro leader, Midori. A loro volta, anche gli Aswad desiderano appropriarsi della tecnologia del Garderobe sebbene i loro intenti siano molto diversi da quelli del regno di Artai, infatti essi vorrebbero che la tecnologia fosse appannaggio di tutti per poter migliorare le condizioni di vita dell'interno pianeta. Degli Aswad va anche detto che sono in molti, fra di loro, a rinunciare al loro corpo per diventare dei cyborg e poter così protrarre la loro esistenza. Fra questi, Rad, personaggio associato a Reito in Mai-HiME.
Zipang (ジパング?, Jipangu)Uno dei regni più distanti e quindi meno coinvolti dagli intenti di Artai. Zipang è il regno di provenienza di Mai Tokiha, Meister Otome che sarebbe dovuta entrare a far parte dei Cinque Pilastri, oltre ad essere figlia dell'attuale shōgun del regno e sorella di Takumi Tokiha, erede al trono.
Impero di Cardair (カルデア帝国?, Karudea teikoku)Uno dei regni del pianeta Earl, a sua volta interessato alla tecnologia del Garderobe. Il suo sovrano, Argos XIV, pur di ottenere tale tecnologia sigla prima un accordo con gli Aswad, per poi ritrovarsi a tradire i suoi alleati e a venire ucciso proprio dai nomadi della Black Valley. Sarà suo figlio Kazuya a succedergli al trono, riportando l'Impero alla pace.
Regni minori e Personaggi secondariDiversi sono i regni minori di My Otome, marginalmente coinvolti nella corsa al potere orchestrata dal Granduca Nagi. Fra di essi ricordiamo: Florince (フロリンス?, Furorinsu), il Regno Unito di Lutesia (ルーテシア連合王国?, Rūteshia rengō ōkoku) (suddiviso in Lutesia Romulus e Lutesia Remus), ed Annam (アンナン?, An'nan).
Oltre ai vari personaggi associati ai diversi regni presenti sul pianeta Earl, ve ne sono degli altri, a tutti gli effetti considerati personaggi secondari, la cui presenza è tuttavia importante per l'evolversi della vicenda. Fra di essi vanno sicuramente ricordati: Rena Sayers, madre di Arika, Miyu, nomade misteriosa che segue da lontano Arika, Alyssa e Mikoto.

## Componenteyuri
Anche se a tutti gli effetti My Otome non può essere considerato esclusivamente uno yuri, la presenza di personaggi omosessuali più o meno dichiarati fa di questa serie uno dei prodotti più amati dal fandom del genere, esattamente come già avveniva per Mai-HiME.
Sebbene la maggior parte delle attenzioni del fandom sia rivolta alla coppia rappresentata da Shizuru e Natsuki, numerosi sono anche i personaggi che meritano una menzione in tal senso, per essere riusciti ad accendere la curiosità dei fan del genere. A partire da Tomoe Margherite, dichiaratamente innamorata di Shizuru, passando per Haruka e Yukino il cui rapporto è ritenuto adesso palese così come quello di Chie e Aoi, oltre a Mai e Mikoto, senza dimenticare per finire Erstin, anche lei studentessa del Garderobe ed innamorata di Nina.
Lo stesso presupposto alla base della natura delle Otome, ovvero l'impossibilità d'avere rapporti sessuali con uomini (a causa delle reazioni delle nanomachines a contatto con il seme maschile), è ritenuto un elemento di indubbio peso sulla natura dell'anime, sempre da parte di una nutrita schiera di fan.

### Anime

## Media

### Omake
Ogni DVD pubblicato dalla Sunrise contiene, oltre ai tre episodi regolari, un omake di approfondimento alla serie vera e propria. In ordine, essi sono:
1. 風華大戦 舞-HiME THE MOVIE - The Great Fuka Battle My-HiME THE MOVIE: falso trailer sul film crossover di Mai-HiME e My Otome.
2. This Week's Armitage - This Week's Armitage: speciale dedicato ad Haruka ed Yukino.
3. ジュリエットの陰謀 - Juliet's Conspiracy: speciale dedicato a Nao.
4. シホまきまきの巻 - Shiho Spirals: speciale dedicato a Shiho e al suo 	Maki Maki.
5. 茜色の空の彼方 - By the Red Sky: speciale dedicato ad Akane e speciale dedicato a Kazuya.
6. エルスティン・ホー最後の微笑み～ - Graduation Memories: Erstin Ho's Last Smile: speciale dedicato ad Erstin e ai suoi sentimenti per Arika e soprattutto Nina.
7. アスワドの村にて～ミドリと愉快な仲間達～ - In the Village of the Aswad ~ Midori and her pleasant companions ~: speciale dedicato a Midori e alla sua passione per i gatti.
8. 炎綬の紅玉の伝説～マイスター・マイの真実～ - The Legend of the Fire String Ruby ~ The Truth of Meister Mai ~: speciale dedicato al passato segreto di Mai.
9. 舞-ＨｉＭＥｖｓ舞-乙ＨｉＭＥ ＰＡＲＴ２ 舞衣ＶＳアリカのバトルふたたび - My-Otome VS My-HiME Part 2: Mai VS Arika... Battle... Again...: ultimo speciale contenuto nei DVD di My Otome, attualmente (settembre 2006) ancora inedito.

## Drama CD
Si tratta di due album, con tracce vocali che approfondiscono il passato dei personaggi di My Otome. Il titolo di entrambi i cd rappresenta una parodia della serie Maria-sama ga Miteru.
1. My Otome Drama CD Miss Maria wa Miteta Garderobe Maruhi Uranikki Vol.1
2. My Otome Drama CD Miss Maria wa Miteta Garderobe Maruhi Uranikki Vol.2